# Mariakyrkan, Gävle
Mariakyrkan är en kyrkobyggnad i stadsdelen Sätra i Gävle. Den är församlingskyrka i Gävle församling i Uppsala stift.

## Kyrkobyggnaden
Byggnadskomplexet uppfördes 1970 - 1971 efter ritningar av arkitekt Jon Höjer och invigdes 11 september 1971 av ärkebiskop Ruben Josefsson. Kyrkan består av lokaler för skilda församlingsfunktioner. Förutom kyrkorum finns sakristia, personalrum, samlingssal, konfirmandrum, storstuga och rum för kyrkans barntimmar. Anläggningen är stramt geometrisk till formen. Dess exteriör består av oartikulerat, vitt fasadtegel. I det plana taket finns tre ljusbrunnar. Kyrkorummet är kvadratiskt och rymmer 230 besökare. Interiören ger återsken åt den formknappa exteriören: ett plant, kassetterat trätak, släta vita tegelväggar.
Invid kyrkan finns en fristående, grönmålad klockstapel av trä. I stapeln hänger fem klockor.

## Inventarier
- Dopfunten består av två granitblock med uthuggen dopskål.
- Orgeln är byggd av Mårtenssons orgelfabrik i Lund och invigd 11 september 1973.
- I koret står ett altarkors av trä utfört av Per Nilsson-Öst i Järvsö.

### Webbkällor
- anläggningspresentation
- Gävle Maria församling